# Претори
Прето̀ри (на гръцки: Πραιτώρι) е село в Кипър, окръг Пафос. Според статистическата служба на Република Кипър през 2001 г. селото има 50 жители.
Намира се на 2 км северно от Кедарес.